# Ichi the Killer (film, 2001)
Pour les articles homonymes, voir Ichi the Killer.
Pour plus de détails, voir Fiche technique et Distribution.
Ichi the Killer (殺し屋1, Koroshiya 1) est un film japonais, réalisé par Takashi Miike, sorti en 2001. Il est inspiré du manga Ichi the Killer d'Hideo Yamamoto.

## Synopsis
Un chef de gang a disparu, ainsi qu'une énorme somme d'argent qu'il avait en sa possession. Alors que tout le monde est persuadé que celui-ci s'est enfui avec l'argent, son bras droit Kakihara, un yakuza masochiste, est persuadé que son patron a été enlevé, et va se lancer dans une traque a travers tout Shinjuku. Ils découvriront que le responsable n'est autre qu'Ichi, un jeune homme en apparence timide de 22 ans, qui cache un véritable sadique.

## Fiche technique
- Titre : Ichi the Killer
- Titre original : 殺し屋1 (Koroshiya 1?)
- Réalisation : Takashi Miike
- Scénario : Sakichi Satô, d'après le manga Ichi the Killer d'Hideo Yamamoto
- Production : Yuchul Cho, Akiko Funatsu, Sumiji Miyake, Dai Miyazaki, Elliot Tong, Albert Yeung et Toyoyuki Yokohama
- Musique : Karera Musication et Seiichi Yamamoto
- Photographie : Hideo Yamamoto (ja)
- Montage : Yasushi Shimamura
- Décors : Takashi Sasaki
- Costumes : Michiko Kitamura
- Pays de production : Japon
- Langue originale : japonais
- Format : couleur - 1,85:1 - Dolby Surround - 35 mm
- Genre : Action, comédie horrifique et thriller
- Durée : 129 minutes (version non censurée)
- Dates de sortie :
  - Canada : 14 septembre 2001 (festival du film de Toronto)
  - Japon : 22 décembre 2001[1]
  - France : 19 octobre 2006 (sortie vidéo)
- Film interdit aux moins de 16 ans lors de sa sortie en France

## Distribution
- Tadanobu Asano (VF : Constantin Pappas) : Kakihara
- Nao Ōmori : Ichi
- Shin'ya Tsukamoto : Jijii
- Paulyn Sun (VF : Jessie Lambotte) : Karen
- Susumu Terajima : Suzuki
- Shun Sugata (en) : Takayama
- Toru Tezuka : Fujiwara
- Yoshiki Arizono : Nakazawa
- Kee : Ryu Long
- Satoshi Niizuma : Inoue
- Suzuki Matsuo : Jirô / Saburô
- Jun Kunimura : Funaki
- Hiroyuki Tanaka : Kaneko
- Moro Morooka : Gérant du Coffee Shop
- Mai Goto : Sailor
- Hōka Kinoshita : l'amoureux de Sailor
- Hiroshi Kobayashi : Takeshi

## Distinctions
- Prix des meilleurs effets spéciaux lors du Fantafestival 2002.
- Prix du meilleur film et meilleur réalisateur lors des Japanese Professional Movie Awards 2002.
- Prix du Jury lors du Festival international du film fantastique de Neuchâtel 2002.
- Nomination au prix du meilleur film lors du festival Fantasporto 2003.
- Prix du meilleur second rôle masculin (Shin'ya Tsukamoto), lors du Mainichi Film Concours 2003.
- Fantasia Ground-Breaker Award lors du festival FanTasia 2003.